# Haplophyllum linifolium
Haplophyllum linifolium är en vinruteväxtart. Haplophyllum linifolium ingår i släktet Haplophyllum och familjen vinruteväxter.

## Underarter
Arten delas in i följande underarter:
- H. l. africanum
- H. l. linifolium
- H. l. rosmarinifolium